# Мондель, Фридрих фон
Фридрих фрайхерр фон Мондель (22 сентября 1821, Замок Пихларн — 18 декабря 1886, Баден) — австро-венгерский военный деятель, фельдцейхмейстер (1881), генерал-адъютант Франца Иосифа. Он занимал должность императорского и королевского адъютанта 12 лет.

## Биография
Он родился в 1821 году в замке Пихларн в семье барона Йозефа фон Монделя. В 1822 году Йозеф Мондель продал замок семье Шпринценштейн. В 1825 году фон Мондель стал кадетом, попав в 62-й пехотный полк. Пройдя военную подготовку в Граце, он стал лейтенантом в 18 лет. Участвовал в боях во время революции 1848 года и был тяжело ранен. В 1858 году Ф. фон Мондель получил звание майора и участвовал в австро-итало-французской войне. В том же 1858 году он стал флигель-адъютантом Франца Иосифа. В 1860 году стал полковником и участвовал в австро-прусской войне. Во время войны Ф. фон Мондель был назначен командиром вновь созданного 75-го пехотного полка «Граф Кренневильский». Он привнёс значительный вклад в победоносном сражении при Трутнове.
5 мая 1866 года он был назначен бригадным генералом и командиром Северной армии. На этой должности он показал себя очень хорошим командиром, после чего 9 ноября 1867 года он получил звание генерал-майора и стал командиром 36-й пехотной дивизии. 1 ноября 1873 года Мондель был произведён в фельдмаршалы-лейтенанты, а 8 апреля 1874 года получил должность императорского и королевского адъютанта. Также в 1874 году он был назначен имперским тайным советником. В конце 1870-х годов Фридрих фон Мондель имел большой вес в империи и влияние на кайзера. В 1878 году он стал командиром 21-го пехотного полка, а в 1881 году Мондель получил звание фельдцейхмейстера.
В июне 1886 года Мондель был уже тяжело болен и император поручил своему личному врачу Герману Видерхоферу доложить о здоровье своего генерал-адъютанта. В декабре 1886 года Фридрих фон Мондель скончался.